# Semiotica plastica e figurativa
In semiotica con i termini semiotica plastica e figurativa facciamo riferimento a due linguaggi che rivelano una doppia natura significativa dell’immagine. Da una parte l’immagine significa a partire da percezioni di carattere prettamente culturale, dall’altra può essere portatrice di ulteriori significati che hanno a che fare con i suoi tratti specificatamente visivi, o seguendo una terminologia francese plastici. I due linguaggi sono stati studiati e approfonditi in primis dal semiotico e linguista Algirdas Julien Greimas, in particolare nel saggio "Semiotica plastica e semiotica figurativa".

## Introduzione
A partire da una teoria del visivo "ben lontana dall'essere elaborata", Greimas inizia a stilare i punti cardine della semiotica visiva, facendo luce sulla duplice lettura di un'immagine a partire da due linguaggi distinti ma correlati. 

### Linguaggio figurativo
Il linguaggio figurativo consente di riconoscere gli oggetti del mondo in una qualsiasi immagine: forme, colori e materiali in essa contenuti significano perché tendono a rappresentare qualcosa del mondo che già conosciamo.
Il piano figurativo ha a che fare con il modo in cui si percepisce la realtà esterna. La percezione a cui si fa riferimento non è però puramente legata all'apparato sensoriale, quanto al modo in cui ogni soggetto che percepisce è situato in un certo ambiente storico-culturale. La visione non è un'operazione naturale, ma dipende da una serie di codici sociali che la trascendono, e che sono tanto arbitrari quanto condivisi. Greimas, in riferimento ad un'opera figurativa, la definisce costituita di formanti figurativi, cioè di tratti che consentirebbero il riconoscimento di ciascuna figura, che è in quanto tale produttrice di significato. Sono questi che devono dare avvio all’analisi figurativa.
Esiste una gradualità del livello figurativo basata sulla "densità figurativa":
- Bassa densità figurativa - figurale: presenza di pochi formanti figurativi, che non assumono ancora configurazioni ben riconoscibili.
- Media densità figurativa - figurativo: divengono riconoscibili precise figure del mondo della nostra esperienza.
- Alta densità figurativa - iconico: tali figure vengono arricchite da dettagli sempre più minuziosi, fino a produrre effetto di realtà.

È bene fare una distinzione tra figurativo e figurale. Entrambi possono considerarsi modi di figurazione e, come scrive Greimas, "dal punto di vista epistemologico, questi due modi partecipano di una correlazione che iscrive il figurale come costante e il figurativo come variabile". Nella tabella accanto è possibile farsi un'idea della distinzione tra figurale, figurativo e iconico (sottolivelli della figuratività), che non è da limitare solo al sistema delle immagini, ma a qualsiasi altro sistema semiotico, compreso il linguaggio verbale; infatti "nella costituzione del piano dei significati verbali è sempre presente una componente visiva, i cosiddetti semi figurativi, che contribuiscono alla produzione degli effetti di senso delle parole, non appena queste vengono inserite nei loro concreti contesti linguistici". Ecco perché i sottolivelli figurale, figurativo e iconico sono presenti anche nel linguaggio verbale.

### Linguaggio plastico
Quando si parla di piano plastico dell’immagine si fa riferimento a un linguaggio secondo, dotato di un suo piano dell'espressione e di un suo piano del contenuto, dunque un linguaggio a tutti gli effetti che si può relazionare con quello figurativo. Grazie al linguaggio plastico e ai suoi formanti plastici (comparabili ma distinti dai formanti figurativi), possiamo ad esempio dare un significato alle immagini della pittura astratta, immagini che non hanno un piano figurativo, pur avendo un senso, e che solo il linguaggio plastico può garantire.
In seguito o in sostituzione all'analisi figurativa (a seconda della densità figurativa dell'immagine), si può utilizzare l'analisi plastica che concerne nell'individuazione di tre categorie plastiche fondamentali:
- Topologiche: distribuzione degli elementi nello spazio: alto/basso; destra/sinistra; periferico/centrale; circoscrivente/circoscritto.

- Eidetiche: forme (in senso geometrico: circolari, quadrate, ellittiche); linee (curva, retta, spezzata, continua) e contorni (frastagliato, netto).
- Cromatiche, suddivise in: colori (radicali cromatici: rosso, giallo, verde, blu; acromatici: bianco, nero, grigio; semicromatici: marrone); saturazione (quantità di bianco); valore (luminosità, ovvero la quantità di luce).

## Esempi

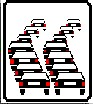
Segnale stradale di coda

Analizzando l'immagine qua riportata possiamo evidenziare i due livelli semiotici di significazione: figurativo e plastico.
All'interno del testo a livello figurativo si distinguono una serie di macchine stilizzate di diverse dimensioni. Ciò evidenzia che l'immagine in questione fa parte della segnaletica del linguaggio stradale ed è traducibile in un significato portatore di un messaggio condiviso e leggibile quale il traffico stradale. Dal punto di vista plastico invece l'immagine è centrale ed è circoscritta da una cornice (categoria topologica). La forma dell'immagine è rettangolare e in essa prevalgono linee continue e un contorno netto; inoltre si trovano forme più grandi in basso che si rimpiccioliscono nella parte più alta (categoria eidetica). Infine vi è una prevalenza dei colori acromatici bianco e nero (categoria cromatica).
Volendo riportare, invece, un esempio circa la nozione di figurale possiamo citare Nicola Dusi che nel suo "Contromisure: trasposizioni e intermedialità" si occupa del concetto di organizzazione figurale nell'ambito della traduzione di contenuti mediali. Secondo Dusi un personaggio non è caratterizzato solo da proprietà necessarie (come sostiene Eco), ma da una serie di caratteristiche parzialmente indeterminate che si potranno o meno specificare nelle traduzioni intersemiotiche e intermediali. Per Eco (2003) l'esplicitazione invece è un obbligo negli adattamenti. L'esempio che prendiamo in considerazione riguarda il personaggio di Achab nel celebre racconto "Moby Dick". Se nel romanzo non è fondamentale specificare quale sia la gamba di legno di Achab, nella trasposizione cinematografica è d'obbligo compiere una scelta. L'esplicitazione della gamba non è però necessaria al fine di identificare il personaggio, che verrà riconosciuto a prescindere che la sua gamba di legno sia la destra o la sinistra.